# Джанбас 4 (поселение-стоянка)
Джанбас 4 (uzb., karakalpak. Janbas) — памятник жилой архитектуры эпохи неолита, обнаруженный в 1,5 км к югу от раскопок античного городища Джанбас-кала, в Элликкалинском районе Республики Каракалпакстан (Узбекистан). Классический образец кельтеминарской культуры (IV—II тыс. до н. э.).

## Общая характеристика
Поселение-стоянка Джанбас-4 является уникальным памятником жилой архитектуры эпохи неолита в Средней Азии и во всём Среднем Востоке, классическим образцом кельтеминарской культуры, неолитических племён, обитавших во второй половине IV—II тыс. до н. э. в низовьях Амударьи вдоль Акчадарьинской дельты и в прилегающих районах Внутренних Кызылкумов. Открыто в 1939 г. студентами МГУ А. Я. Абрамовичем и Н. Н. Вактурской, проходившими практику в Хорезмской археолого-этнографической экспедиции под руководством Сергея Павловича Толстова (1907—1976). В течение 1940—1947 гг. той же экспедицией на стоянке произведены археологические раскопки.
Подводя итоги раскопок Джанбаса 4, руководитель экспедиции С. П. Толстов писал: «Эта стоянка, названная нами стоянкой Джанбас-кала № 4 (до этого были обнаружены три стоянки бронзового и раннежелезного века в песках к северо-западу от Джанбаса), принадлежала к новой, мало похожей на известные в окружающих областях, неолитической культуре, названной нами, согласно существующему среди археологов обычаю, кельтеминарской, по имени ближайшего населённого пункта. Время бытования этой культуры уводило нас по меньшей мере в начало III, а может быть и в IV тысячелетие до н. э.».[1]
В настоящее время в истории кельтеминарской культуры выделяют два этапа: ранний (вторая половина IV — первая половина III тыс. до н. э.) и поздний (вторая половина III — рубеж III—II тыс. до н. э.).
На раннем этапе преобладают микролитоидные кремнёвые изделия: наконечники стрел, вкладыши с притупленным краем, скребки на отщепах и пластинках, проколки. Посуда — остродонная, лепная, глиняная с примесью шамота, дресьвы, толчёных раковин и мелкого кварцевого песка. Обжиг слабый и неравномерный. Поверхность сплошь орнаментирована прочерченными или волнистыми линиями, ёлочкой, круглыми вдавлениями. Некоторые сосуды окрашены в красный или жёлтый цвета.
На позднем этапе появляются двусторонне обработанные наконечники стрел и копий, массивные ножи, клиновидные топорики, горшковидные сосуды с плоским дном. Наиболее важные памятники, относящиеся к кельтемиранской культуре, — стоянки Джанбас-4 и Кават-7.[2]
Основное занятие кельтеминарских племён — охота и рыболовство. Стоянки располагались внутри дельты и вдоль её берегов. Население жило в огромных наземных жилищах из дерева и камыша с коническим перекрытием.

## Архитектура поселения-стоянки
Жилище Джанбас-4 занимало одну из расположенных у возвышенной гряды пологих песчаников котловину с возвышенной в 25-30 см площадкой, сплошь покрытой различного рода предметами и костями.
Выявлено, что стоянка представляла собой одно большое наземное жилище, в плане близкое к овалу, ориентированное по оси северо-запад — юго-восток. Общие размеры жилища — 17×27 м, сохранившаяся площадь — 200 м2. Внутри жилища находились деревянные столбы, на которые опиралась камышовая крыша конической формы. По периметру жилища располагались бытовые очаги, а в центре — большой очаг круглой формы (диаметром 1,2 м), возможно, культового назначения для неугасающего огня. Высота жилища над центральным очагом до дымового отверстия — 8-10 м. Жилище предназначалось для проживания в нём родовой общины, ещё не разделённой, по мнению С. П. Толстова, на парные семьи.[3]
Уникальные условия, обеспечившие сохранность останков поселения-стоянки Джанбас 4, позволило описать кельтеминарское жилище в архитектурных деталях. Составленный в ходе раскопок общий план кострищ-очагов и столбовых ямок выявил строгий порядок в их расположении. Расчищенные ямки для столбов располагались тремя концентрическими фигурами: одна многогранная, близкая к овалу, образовывала внешний контур; другая, неправильно квадратная, располагалась в центре; третья находилась между ними. Большой очаг с толстым слоем пепла был в центре меньшей фигуры. Малые очаги расположились цепочкой с внутренней стороны большого овала.
Крыша не доходила до земли. Судя по густоте массы сгоревшего материала по краю, край крыши опирался па невысокую стену. Над входом был небольшой камышевый навес.[4]
Перед исследователями предстала картина большого (26x17 м) овального в плане наземного жилища кельтеминарцев, построенного из дерева и камыша. Обычно дерево — нетолстые столбы и тем более тонкая обрешетка крыши — в столь древних археологических памятниках не сохраняется. Но в случае Джанбаса 4 археологам повезло: древнее кельтеминарское жилище, построенное прямо на песке, между двумя невысокими грядами, сгорело. Сгорели поддерживавшие кровлю столбы, рухнула на землю, образовав непонятное на первый взгляд переплетение черных линий, обуглившаяся деревянная обрешётка камышовой крыши. Ветер и песок не успели развеять остатки сгоревшего дома: вскоре после пожара стоянка была затоплена водами Аму-Дарьи. Откладывавшиеся ежегодно осадки укрыли остатки дома прочным панцирем такыра. И когда много столетий спустя началось разрушение такыров, край жилища снова открылся. Это были те самые находки на песке в окрестностях Джанбас-кала, на которые натолкнулись любознательные студенты-практиканты из Хорезмской археолого-этнографической экспедиции.[5]

## Орудия
Раскопки Джанбаса 4 дали богатый набор кремнёвых орудий, фрагменты лепной керамики, орнаментированной процарапанными треугольниками, кривыми и косыми линиями.
В обработке камня кельтеминарцы достигли большого совершенства. Они умели искусно расщеплять кремень, отделяя от специально подготовленного массивного ядрища — нуклеуса — тонкие и длинные пластинки с очень острыми параллельными краями. Археологи называют их ножевидными пластинами. Обрабатывая затем эти пластины («ретушируя»), снимая по краям тонкие и мелкие чешуйки кремня, они могли придать им любую форму, притуплять или заострять любой край. Так изготовлялись наконечники стрел, скребки, сверла, проколки и многое другое. Для различных целей употреблялись и необработанные ножевидные пластинки.
Среди находок на Джанбас 4, за исключением небольшого числа шлифованных топоров, почти нет крупных орудий. Это не значит, что таких орудий не было. У кельтеминарцев, как и у многих других неолитических племён, эти орудия не были «цельнокаменными». Кельтеминарцы в совершенстве освоили так называемую вкладышевую технику изготовления крупных орудий. Принцип её тот же, что и у современной безопасной бритвы: кремнёвое лезвие вставлялось в паз деревянной или костяной основы; после того как одно из лезвий ломалось, его заменяли новым, не выбрасывая всего орудия. Так изготовлялись копья, гарпуны для охоты и рыбной ловли, охотничьи ножи и т. п. Пластинки-лезвия (вкладыши), специально подготовленные, вставлялись в пазы основы с одной или двух сторон в виде ровного лезвия или шипов, в зависимости от назначения изделия, и в пазах закреплялись смолой.[6]
Интерес представляет и посуда, которую делали кельтеминарцы Джанбаса 4. Они умели делать сосуды разных форм: большие, вертикально вытянутые с раздутыми боками, шаровидные с отогнутым наружу верхом, небольшие полусферические чашки. Уникальны сосуды несколько странной формы — асимметричные, в виде половинки разрезанного вдоль яйца. Археологи назвали их ладьевидными. Такой формы сосуды археологам нигде больше не встречались. Вся керамика была остро- или круглодонной.[7]

## Останки костей
При раскопках найдено большое количество костей и рогов домашних животных — основной пищи населения кельтеминарской культуры, в значительно меньшем количестве представлены кости диких животных.
Кельтеминарцы были рыболовами, охотниками и собирателями. Прежде всего, пожалуй, рыболовами. Они ловили щуку, сазана, сома, жереха, язя и многих других рыб. Археологи не нашли орудий, о которых можно было бы безоговорочно сказать: «Вот этим приспособлением добывали рыбу». Лов рыбы производился главным образом колющими орудиями типа гарпуна, а также, по-видимому, и крючками. В уловах преобладают щука и сазан. Собственно речных видов рыб в останках Джанбаса 4 не обнаружено. Большое количество щуки, язя, краснопёрки и окуня указывает на то, что водоём, возле которого было возведено жилище, был озёрного типа или, во всяком случае, содержал прозрачную воду. Присутствие в уловах преимущественно мелкого, видимо камышового сома показывает, что водоём был с обильной подводной растительностью.[8]

## Матриархат
Анализ находок в поселении-стоянке Джанбас 4 указывает на то, что древние кельтеминарцы жили материнским родовым строем. Как форма организации общества матриархат возник ещё в предшествующую палеолитическую эпоху. В это время произошло уже довольно чёткое разделение труда между мужчиной и женщиной: первые занимались охотой, вторые — собирательством съедобных растений, кореньев, моллюсков. В эпоху Джанбаса 4 охота не могла быть устойчивым источником существования общины; успех зависел не только от искусства охотников, но и от времени года, степени освоенности территории человеком и многих других причин. В этих условиях роль собирательства всё ещё была достаточно велика и доминировала в примитивной экономике. Женщина вела домашнее хозяйство; она была хозяйкой дома, в то время как мужчина был в нём лишь гостем. Счёт наследования вёлся по женской линии, дети принадлежали матери.
Таким образом, большое наземное жилище Джанбас 4 служило обиталищем матриархально-родовой общины, связанной кровным родством группы родственников по материнской линии, живших в условиях общественного домашнего хозяйства, коллективного производства и совместного потребления. Согласно подсчётам С. П. Толстова, число обитателей дома достигало внушительной цифры — 100—125 человек (вместе с детьми). Судя по многочисленности и неустойчивости бытовых очагов кельтеминарского жилища, парная семья ещё не обособилась окончательно.[9]

## Предположения о культуре кельтеминарцев
Ни памятников искусства, ни погребений, дающих обычно основной материал для изучения этого вопроса, археологами ещё не найдено. Но большой очаг в центре жилища Джанбас 4 бытовым быть не мог: находок и останков костей вокруг него не было. С. П. Толстов предположил, что это культовый очаг, являвшийся религиозным центром обитавшей в доме общины. Священный неугасимый огонь очень долго горел в центре дома, поэтому на дне очага был обнаружен лишь толстый слой белого пепла, не было углей и золы, а полуметровый слой песка под ним докрасна прокалён. Это предположение тем более вероятно, что впоследствии культ огня играл большую роль в религии домусульманской Средней Азии.[10]